# مهند عبد الرحيم
مهند عبد الرحيم كرار (مواليد 22 أيلول من سنة 1993 م) ولد في منطقة الدورة في بغداد.وهو لاعب كرة قدم عراقي ومهاجم نادي القوة الجوية العراقي .
نال مهند عبد الرحيم جائزة أفضل لاعب آسيوي شاب لسنة 2012 م. ونال اللاعب أيضا جائزة أفضل لاعب في بطولة كأس آسيا للشباب 2012 التي أقيمت بدولة الإمارات العربية المتحدة.

## الأندية التي مثلها
- نادي الكرخ (2009 - 2012).
- نادي دهوك (2012 - 2014).
- شبيبة القبائل الجزائري (2014 - 2015)
- الزوراء (2015 - 2016)
- النصر (2016 - 2017)
- الزوراء (2017_2017)
- الظفرة (2017)
- الزوراء (2018-)

## إحصائيات
آخر تحديث 30 كانون الأول 2017.
| الفريق                     | عدد المباريات | عدد الأهداف |
| -------------------------- | ------------- | ----------- |
| المنتخب العراقي تحت 20 سنة | 15            | 9           |
| المنتخب العراقي تحت 23 سنة | 18            | 3           |
| المنتخب العراقي            | 42            | 12          |
| المجموع                    | 75            | 24          |

## روابط خارجية
- مهند عبد الرحيم على موقع الاتحاد الدولي (مؤرشف)  (الإنجليزية)
- مهند عبد الرحيم على موقع ناشيونال فوتبول تيمز (الإنجليزية)
- مهند عبد الرحيم على موقع Soccerway.com (الإنجليزية)
- مهند عبد الرحيم على موقع عالم كرة القدم.نت (الإنجليزية)
- مهند عبد الرحيم على موقع أوليمبيديا (الإنجليزية)